# Dicinodontoïdeus
Els dicinodontoïdeus (Dicynodontoidea) són un clade extint de sinàpsids del grup dels dicinodonts que tingueren una àmplia distribució des del Permià mitjà fins al Triàsic mitjà, fa entre 237 i 265 milions d'anys. Se n'han trobat fòssils a l'Antàrtida, Austràlia, el Brasil, l'Índia, Laos, Moçambic, Namíbia, el Regne Unit, Rússia, Sud-àfrica, Tanzània, la Xina i Zàmbia. Es defineixen com el conjunt que agrupa tots els tàxons més propers a Dicynodon lacerticeps que a Oudenodon bainii o Emydops arctatus.